# Grand Chauffeur
Grand Chauffeur (titre original : Big Driver) est un roman court de Stephen King paru en 2010 dans le recueil Nuit noire, étoiles mortes.

## Résumé
Tess écrit des romans policiers au ton léger qui connaissent un certain succès, notamment auprès des personnes âgées. Elle donne pour un club de lecture du Massachusetts un séminaire à l'issue duquel Ramona Norville, la bibliothécaire qui l'a invitée, lui indique un raccourci pour rentrer chez elle, dans le Connecticut. Tess crève un pneu en roulant sur une planche cloutée et un homme de très grande taille arrive peu après et offre de l'aider. Il s'avère cependant que c'est lui qui a installé la planche sur la route. L'homme la frappe violemment avant de la violer et de la laisser pour morte dans les bois.
Tess revient à elle et découvre les cadavres d'autres femmes. Elle commence à marcher pour trouver de l'aide mais se dit sur la route qu'elle va être harcelée par la presse et par les curieux si le récit de son calvaire est annoncé publiquement. Elle décide donc de ne pas prévenir la police et rentre chez elle après avoir téléphoné à un service de limousines. Le lendemain, sa voiture est retrouvée sur le parking d'un bar et Tess, en posant des questions à une serveuse, apprend que son tortionnaire est un routier surnommé « Grand Chauffeur ».
Tess décide de se faire justice elle-même. Ayant remarqué un air de famille entre « Grand Chauffeur » et Ramona Norville, elle rend visite à celle-ci. Ramona, pensant pouvoir ensuite se débarrasser aisément de Tess, lui avoue qu'elle est la mère de « Grand Chauffeur » et que c'est elle qui l'a envoyé lui tendre un piège. Une bagarre s'ensuit entre les deux femmes et Tess tue Ramona. Elle se rend ensuite chez « Grand Chauffeur » et l'abat à son tour avant de réaliser que ce n'est pas lui mais son frère cadet. Horrifiée à l'idée d'avoir tué un innocent, Tess envisage de se suicider mais découvre que les deux frères étaient complices. Elle met un terme à sa vengeance en tuant son tortionnaire.

## Accueil critique
Bill Sheehan, du Washington Post, évoque un « récit viscéralement efficace doublé d'une réflexion empathique sur les conséquences d'une agression sexuelle ». Tim Martin, du Daily Telegraph, estime que King « remplace la satisfaction, douteuse sur le plan éthique, des histoires de vengeance par un pragmatisme calculé » et que le récit « n'est pas facile à lire mais qu'il en vaut la peine ». Pour Ian Berriman, de SFX, cette histoire se situe sur « les territoires traditionnels du thriller » mais se caractérise par son « tranchant » et « se lit de façon compulsive ». Écrivant pour Bifrost, Thomas Day estime que le récit « tient bien la route » malgré une fin peu crédible.
Neil Gaiman écrit dans The Guardian que c'est l'histoire « la moins satisfaisante du recueil » car trop prévisible malgré son efficacité. Terrence Rafferty, du New York Times, estime que King « succombe un peu à la facilité », d'autant qu'il y avait déjà « deux récits similaires d'évasion et de vengeance dans Juste avant le crépuscule, son recueil précédent ».

## Adaptation
Le récit a été adapté sous forme de téléfilm, sous le titre Détour mortel, par Mikael Salomon en 2014, avec Maria Bello dans le rôle principal.